# 裴粲
裴粲（469年—533年5月10日至533年6月7日之间），字文亮，河東郡聞喜县（今山西省运城市聞喜县）人，中国南北朝北魏官员，裴叔业的侄子，裴叔宝之子。

## 生平
萧宝卷即位后大肆诛杀大臣，裴粲的叔叔裴叔业当时任豫州刺史，内心不安，朝廷也猜疑裴叔业有叛离之心。当时裴粲和和哥哥裴植、裴飏、裴瑜都在皇宫担任直阁，害怕大祸临头，于永元二年（500年）抛弃母亲逃到豫州寿阳，告诉裴叔业南齐朝廷必定要出其不意的袭击豫州，应该早日谋划。徐世檦等人劝萧宝卷派裴叔业的族人中书舍人裴长穆宣布旨意，准许裴叔业继续留任豫州刺史，裴植兄弟还是对裴叔业劝说不已。
裴粲性情舒缓。景明初年，封舒县子。历任正平郡太守、恒农郡太守。後来被陽固弹劾免官。
高陽王元雍曾经请托裴粲，裴粲没有同意。元雍非常怨恨。裴粲拜见元雍时，元雍見他举止优雅，于是解除旧怨。裴粲被免官后，魏宣武帝知道他的名声，想要考察他的风度。当时僕射高肇作为外戚，威勢不可一世，裴粲对他只是拱手长揖。他拜訪清河王元懌，遇到暴雨，依然優雅闲步，周围的人都感到驚奇。裴粲喜欢佛学，亲自登坛讲学，虽然他对義理了解不深，但他優美態度令人敬重。但是裴粲不涉猎经史，还是被同行轻视。
魏宣武帝末年，担任前将軍、太中大夫、揚州大中正，转任安南将軍、中書令。520年（正光元年），魏孝明帝释奠（奠祭先圣先师），裴粲担任侍講。受位金紫光禄大夫。529年（永安二年），元顥入洛陽，让裴粲担任西兗州刺史。被濮陽郡太守崔巨倫驱逐，他放弃西兗州逃到了嵩高山。
531年（普泰元年），召還洛陽，担任驃騎将軍、左光禄大夫，再任中書令。532年（普泰二年）正月末日，魏節閔帝到洛水之滨，裴粲为皇帝奉酒。節閔帝在酒席问裴粲当时对篡位的北海王元顥以酒相諫，和今天有什么不同。裴粲说北海王只在沉湎，陛下聪慧温和，臣敢献微诚。
魏孝武帝即位，裴粲出任驃騎大将軍、膠州（治今山东省诸城市）刺史。膠州大旱，官民劝他向海神祈祷請願，裴粲说五岳相当于三公，四渎相当于诸侯，没有方伯拜海神的道理。533年（永熙二年），青州耿翔叛魏接受南朝梁的官爵。裴粲高谈虚論，不知軍事防备。耿翔突袭膠州州城，手下向他報告，他也没有采取应对措施。耿翔軍突破城門，他说：「可以带耿王到官厅议事，其他部众且置城外」。结果裴粲被耿翔殺害，首級送到建康。享年六十五岁。

## 家庭

### 父母
- 裴叔宝
- 谯郡夏侯氏，北魏散骑常侍、安东将军、瀛州刺史、濮阳明侯夏侯道迁姐姐

### 兄弟
- 裴植，北魏安东将军、金紫光禄大夫、度支尚书、崇义县侯
- 裴飏，北魏辅国将军、南司州刺史、义阳县侯
- 裴瑜，北魏勃海郡太守、灌津定子
- 裴衍，北魏署理镇北将军、相州刺史、北道大都督、临汝县公

### 儿子
- 裴舍，字文若，員外散騎侍郎